# 則島奈々美
則島 奈々美（のりしま ななみ、1983年12月22日 - ）は、富山県出身のタレントで、元レースクイーン。
デビュー時から2010年4月30日まではハイタイド、同年6月1日よりプラチナムプロダクションに所属していたが、現在はプラチナムから除籍している。

## 来歴
- 2005年 SUPER GT APEXERA with apr キャンペンガール(第1戦,第2戦まで)
- 2005年 SUPER GT ZENT sweeties(第6戦以降)
- 2006年 SUPER GT OPEN INTERFACE TOM'S レースクイーン
- 2006年 フォーミュラ・ニッポン D.H.G TOM'S Racing RQ
- 2007年 東京オートサロンイメージガール A-class
- 2007年 SUPER GT スリーワンイメージガール
- 2008年 SUPER GT DOUBLEHEAD avexイメージガール
- 2007年 vol.7より音楽DVD付き音楽情報誌MUSIQ?においてコラム連載とDVDのメインパーソナリティを開始。
- 2011年 フォーミュラニッポン SG CHANGI Roses

## 人物・エピソード
- 2006年より芸能人女子フットサルチーム「ZENT sweeties」（2010年4月3日をもって解散）キャプテンとして背番号「7」を付けて活動していた。ポジションはアラ、フィクソ。
- チャームポイントは「声がでかいところ」。アルコールが好きで、快活、豪快なイメージがある反面、フットサルの試合前には非常に緊張し、入場セレモニーの段取りを間違えたこともある。チームの初得点、初勝利の際は大泣きした。
- 弟が1人いる[3]。
- 2013年11月22日、自身のブログで入籍したことを発表[4]。披露宴は2015年4月18日にハワイで開催[5]。ハイタイド時代の同僚であった筑間はこべ[6]や、フットサルで共働した山本里奈、鈴木礼央奈も出席したという[6]。

## 出演

### TV
- 「貴方にサプリ」（SPEED JAX）
- 「全力坂」（テレビ朝日・2007年8月23日）
- 「HAPなショーTIME」 （あっ!とおどろく放送局・2008年3月27日）
- 「チャンス ドビュッシー」（BSジャパン・2008年4月～9月）
- 「千原兄弟の夜明け」（テレビ東京・2008年11月15日）
- 「芸能人格付けチェック2009」（ABC・2009年1月1日） - 楠織あやのと共にアシスタントとして出演
- 「さまぁ〜ず式」（TBS・2009年3月3日） -　「大竹湯～トピア」コーナーに出演
- 「FC東京ホットライン」 （TOKYO MX、2009年4月-2010年7月）（※不定期）

### CM
- ミスパリ（2007年）

### 舞台
- 「SAKURA」（2007年3月）
- 「HETARE」（2008年1月）
- 「東京ZOOM2」（2008年11月）

## DVD
- 「ナナミ☆ラクル」（2009年12月10日、イーネット・フロンティア）